# Teleomorf
Teleomorf is de geslachtelijke fase van een schimmel, die bij Ascomyceten voorkomt. Anamorf is de ongeslachtelijke fase van de schimmel. Bij een aantal soorten is het teleomorfe stadium niet meer aanwezig of nog niet vastgesteld.
Gezien teleomorf en anamorf uiterlijk op geen enkele wijze op elkaar lijken was het tot ver in de 20e eeuw vaak niet mogelijk een koppeling te zien tussen de beide stadia. Dit heeft tot de vreemde, maar tot vandaag taxonomisch geaccepteerde situatie geleid dat twee verschillende levensstadia van één en dezelfde schimmel in verschillende "soorten" ingedeeld werden en daarmee ook verschillende namen kregen. Zo is de geslachtelijke verschijningsvorm van de bladvlekkenziekte bij gewone tarwe bijvoorbeeld onder de naam Mycosphaerella graminicola bekend, terwijl Septoria tritici het ongeslachtelijke stadium voorstelt. Bij echte meeldauw op komkommer is dit Sphaerotheca fusca respectievelijk Podosphaera xanthii. Met behulp van moleculairgenetische methoden worden vandaag echter bij steeds meer van deze "soorten" de koppeling ontdekt, zodat de vroegere indeling van het ongeslachtelijke stadium in een eigen afdeling, de Fungi imperfecti (Deuteromycota), vandaag overbodig is geworden.